# Csák László (nyelvész)
Csák László (Bélfenyér, 1925. augusztus 5. –) romániai magyar nyelvész, szótárszerkesztő.

## Életpályája
Középiskolát Nagyváradon, egyetemi tanulmányokat a Bolyai Tudományegyetemen végzett. Mérán tanított, 1957-től a kolozsvári Nyelvtudományi Intézetben dolgozott, a NyIrK titkára (1964-68), tudományos főkutató. Szaktanulmányokban dolgozta fel szülőfaluja tájszavait, műszókincsét, helyneveit, keresztnévrendszerét, beceneveit és azonosító neveit a NyIrK hasábjain; a Magyar-román szótár (1961), Dicționar român-maghiar  (1964) s a Magyar-román nagyszótár egyik szerkesztője.